# Ilmon
Ilmon – obszar niemunicypalny w Kern County, w Kalifornii (Stany Zjednoczone), na wysokości 307 m.